# Xã Morrison, Quận Aitkin, Minnesota
Xã Morrison (tiếng Anh: Morrison Township) là một xã thuộc quận Aitkin, tiểu bang Minnesota, Hoa Kỳ. Năm 2010, dân số của xã này là 200 người.